# Церковь Михаила Архангела в Архангельском
Церковь Михаила Архангела — православный храм Наро-Фоминского благочиния Московской епархии, расположенный в деревне Архангельское Наро-Фоминского района Московской области.
Первые сведения о церкви Михаила Архангела в селе относятся к XVI веку, современное здание было построено в 1790 году владельцем Архангельского, князем Александром Прохоровичем Ширинским-Шихматовым. Кирпичная церковь была сооружена в стиле классицизма — центральный холодный придел Михаила Архангела и колокольня, соединённые теплой трапезной частью с приделом св. Николая. Ещё два придела к трапезной части были пристроены в 1900 году по проекту архитектора Николая Иванова, при этом престол св. Николая был перенесен в правый придел.
Церковь закрыли в 1930-х годах, впоследствии в здании располагались магазин и клуб, в 1980-е годы пустовало, была частично разрушена населением, сгорела крыша, утрачены надгробные плиты фамильного захоронения рода Шихматовых-Ширинских. Передана верующим в 1998 году, в 1999 году назначен настоятель и 21 ноября того же года было совершено первое богослужение.